# Крістіан Перес
Крістіан Перес (фр. Christian Perez, нар. 13 травня 1963, Марсель) — колишній французький футболіст, що грав на позиції нападника.
Виступав, зокрема, за «Нім-Олімпік» та «Парі Сен-Жермен», а також національну збірну Франції, у складі якої був учасником Євро-1992.

## Клубна кар'єра
У дорослому футболі дебютував 1979 року виступами за команду клубу «Нім-Олімпік». У перших сезонах рідко виходив на поле, проте після вильоту клубу у Дивізіон 2 в 1981 році став основним гравцем. У сезоні 1983/84 клуб ще рік провів у вищому французькому дивізіоні, проте не зміг там втриматись і в подальшому грав у Дивізіоні 2. Загалом Перес провів у клубі вісім сезонів, взявши участь у 208 матчах чемпіонату (57 голів), але більшість з них (151 матчі і 52 голи) — у Дивізіоні 2.
А червні 1987 року повернувся в еліту і в наступному сезоні захищав кольори «Монпельє», де за 32 матчі забив 11 голів.
Своєю грою за останню команду привернув увагу представників тренерського штабу «Парі Сен-Жермен», до складу якого приєднався 1988 року. Відіграв за паризьку команду наступні чотири сезони своєї ігрової кар'єри. Більшість часу, проведеного у складі «Парі Сен-Жермен», був основним гравцем атакувальної ланки команди і в сезоні 1988/89 опоміг команді стати віце-чемпіоном Франції.
З 1992 року два сезони провів в «Монако», після чого у сезоні 1994/95 виступав за «Лілль». Всього за кар'єру у вищому французькому дивізіоні зіграв 269 матчів і забив 44 голи.
У 1995 році Перес повернувся в рідний «Нім-Олімпік», який тоді виступав у третьому за рівнем дивізіоні країни, але незважаючи на це Крістіан допоміг клубу дійти до фіналу національного кубка.
Завершив професійну ігрову кар'єру в китайському клубі «Шанхай Шеньхуа», за який виступав протягом 1996—1997 років, ставши в обох сезонах віце-чемпіоном країни.

## Виступи за збірну
19 листопада 1988 року дебютував в офіційних іграх у складі національної збірної Франції в матчі кваліфікації на чемпіонат світу 1990 року проти збірної Югославії (2:3), де Перес також відзначився забитим голом.
У складі збірної був учасником чемпіонату Європи 1992 року у Швеції.
Протягом кар'єри у національній команді, яка тривала 5 років, провів у формі головної команди країни 22 матчі, забивши 2 голи.

### Голи за збірну
| #  | Дата                | Місце                                        | Суперник  | Рахунок | Результат | Турнір                  |
| -- | ------------------- | -------------------------------------------- | --------- | ------- | --------- | ----------------------- |
| 1. | 19 листопада 1988   | Стадіон Югославської народної армії, Белград | Югославія | 0–1     | 3-2       | Кваліфікація на ЧС 1990 |
| 2. | 14 серпня 1991 року | Муніципальний стадіон, Познань               | Польща    | 1–5     | 1-5       | Товариський матч        |

## Досягнення
- Віце-чемпіон Франціїː 1988/89
- Фіналіст Кубку Франціїː 1995/96
- Віце-чемпіон Китаюː 1997